# Ruillé-en-Champagne

Ruillé-en-Champagne este o comună în departamentul Sarthe, Franța. În 2009 avea o populație de 331 de locuitori.